# Justin Ruiz

Zawodnik Nebraska Cornhuskers

Justin Ruiz (ur. 9 sierpnia 1979) – amerykański zapaśnik w stylu klasycznym. Brązowy medalista mistrzostw świata z 2005, piąty w 2010. Złoto igrzysk panamerykańskich z 2007, srebro w 2003 roku. Pięciokrotny medalista mistrzostw panamerykańskich, złoto w 2007, 2008, 2010, 2011. Drugi w Pucharze Świata w 2003 i siódmy w 2007 roku.
Zawodnik Taylorsville High School z Taylorsville i University of Nebraska–Lincoln. Dwa razy All-American (2002, 2003) w NCAA Division I, piąty w 2002 i 2003 roku.